# Sumitomo Chemical
Sumitomo Chemical Co., Ltd. (住友化学株式会社 Sumitomo Kagaku Kabushiki-gaisha) er en japansk kemivirksomhed. Det er et datterselskab til Sumitomo og den blev i 1913 som en fabrik der producerede kunstgødning.